# أم طفلة (فلم)
أم طفلة  (بالإنجليزية: Baby Mama) هو فيلم كوميدي تم إنتاجه في الولايات المتحدة وصدر في سنة 2008.

## طاقم التمثيل
- تينا فاي
- إيمي بويهلر
- سيغورني ويفر
- غريغ كينير
- مورا تيرني

## القصة
قصة الفيلم عن سيدة أعمال تدعى «كيت» ترغب أن يكون لها طفلا لكنها لا تريد الحمل لانشغالها بعملها، وعندما قررت أن تحمل اكتشفت عدم قدرتها على الحمل. فاختارت ما يسمى الأم البديلة.

## الميزانية والإيرادات
بلغت تكلفة إنتاج الفيلم حوالي 30 مليون دولار بينما حقق أرباحا تقدر بـ 64,163,648 دولار.

## وصلات خارجية
- مقالات تستعمل روابط فنية بلا صلة مع ويكي بيانات

1. ↑  "معلومات عن أم طفلة (فيلم) على موقع themoviedb.org". themoviedb.org. مؤرشف من الأصل في 2020-08-19.
2. ↑  "معلومات عن أم طفلة (فيلم) على موقع svenskfilmdatabas.se". svenskfilmdatabas.se. مؤرشف من الأصل في 2020-08-18.
3. ↑  "معلومات عن أم طفلة (فيلم) على موقع kinenote.com". kinenote.com. مؤرشف من الأصل في 2020-08-18.